# 干丘路車站 (IRT白原路線)
干丘路車站（英語：Gun Hill Road station）是紐約地鐵IRT白原路線一個快車地鐵站，位於布朗克斯干丘路與白原路交界，設有2號線（任何時候停站）與5號線（僅繁忙時段的尖峰方向停站）列車服務。

## 車站結構
| 2F 月台 | 南行               | 往夫拉特布殊大道-布魯克林學院（柏克大道） · 往夫拉特布殊大道-布魯克林學院（尖峰時段）（柏克大道） |
| 2F 月台 | 島式月台，左側開門 |                                                                                                   |
| 2F 月台 | 尖峰特快           | 無定期服務                                                                                        |
| 2F 月台 | 島式月台，左側開門 |                                                                                                   |
| 2F 月台 | 北行               | 往威克菲爾德-241街（219街） · 往涅雷大道（黃昏尖峰時段）（219街）                                 |
| 1F      | 夾層               | 閘機、車站詢問處、舊第三大道高架月台 升降機位於介乎干丘路及211街一段白原路路中央的主入口內        |
| G       | 街道               | 出入口                                                                                            |

此站於1917年3月3日作為兩層車站啟用，提供IRT白原路線服務。上層長期使用，下層則自1920年10月4日至1973年4月29日被IRT第三大道線。上層設有兩個島式月台和三條軌道，下層則設有一個寬闊的島式月台和兩條軌道。車站以北下層軌道上升並匯入上層軌道，短暫地形成五線並行，西至東依次為南行慢車、第三大道南行、中央快車、第三大道北行和北行慢車。

## 外部連結
- nycsubway.org—IRT White Plains Road Line: Gun Hill Road
- nycsubway.org—Mi Sol, Mi Planeta, Mi Ciudad (My Sun, My Planet, My City): Artwork by Andrea Arroyo (2006)
- nycsubway.org—IRT 3rd Avenue El: Gun Hill Road
- nycsubway.org—IRT 3rd Avenue El:
- The Subway Nut — Gun Hill Road Pictures （页面存档备份，存于）
- Station Reporter — 2 Train
- Station Reporter — 3rd Avenue Local
- MTA's Arts For Transit — Gun Hill Road (IRT White Plains Road Line)
- Gun Hill Road entrance from Google Maps Street View
- Platforms from Google Maps Street View